# Heinrich Balasch
Heinrich Balasch (* 2. März 1899 in Wien; † nach 1941) war ein österreichischer Kameramann.

## Leben
Balasch begann seine Laufbahn als Kameramann von Animations-, Werbe- und Kurzfilmen der Produktionsfirma Julius Pinschewers. Mit Anbruch des Tonfilmzeitalters wechselte Balasch zum Spielfilm. Nach einer Kameraassistent beim Dreyfus-Film Richard Oswalds wurde Balasch noch im selben Jahr (1930) als Kameramann verpflichtet. Bis 1933 war er an einer Reihe von Unterhaltungsfilmen beteiligt, von denen die Satire Die Koffer des Herrn O.F. der bedeutendste war.
Mit der Machtübernahme durch die Nationalsozialisten kehrte Balasch zunächst nach Wien zurück und fotografierte in der Folgezeit österreichische und ungarische Filme. 1936 drehte er auch eine schwedische Produktion. Bei diesen Filmen handelte es sich zumeist um Produktionen mit hohem Emigrantenanteil. 1937 ging Balasch nach Frankreich, im Jahr darauf nach Japan. Im Frühherbst 1938 erreichte Heinrich Balasch die Vereinigten Staaten, wo er sich niederließ. Kameraaktivitäten sind dort nicht nachzuweisen. Nach seinem letzten Lebenszeichen 1941 verliert sich seine Spur.

## Filmografie
- 1922: Marionetten (Kurztrickfilm)
- 1928: Bundestag (Kurzdokumentarfilm)
- 1930: Marionetten-Kabarett (Kurztrickfilm)
- 1930: Die Lindenwirtin
- 1931: Mitternachtsliebe
- 1931: Das Lied vom Leben
- 1931: Die Koffer des Herrn O.F.
- 1932: Hallo Hallo! Hier spricht Berlin! (Allo Berlin? Ici Paris!)
- 1932: Le roi des palaces
- 1932: Ein steinreicher Mann
- 1932: Goldblondes Mädchen, ich schenk’ dir mein Herz
- 1933: Frühlingsstimmen
- 1934: Meseautó
- 1935: Das häßliche Fräulein (A csúnya lány)
- 1935: Címzett ismeretlen
- 1935: Elnökkisasszony
- 1935: Nem élhetek muzsikaszó nélkül
- 1936: Mircha (Bubi)
- 1936: Rendezvous im Paradies (Skeppsbrutne Max)